# Anggersek
Anggersek is een bestuurslaag in het regentschap Sampang van de provincie Oost-Java, Indonesië. Anggersek telt 2647 inwoners (volkstelling 2010).